# Чехія на літніх Олімпійських іграх 2004
Чехія брала участь у Літніх Олімпійських іграх 2004 року в Афінах (Греція) утретє за свою історію, і завоювала три срібні, чотири бронзові та одну золоту медалі. Збірну країни представляли 62 жінки.

## Золото
- Легка атлетика, чоловіки, десятиборство — Роман Шебрле.

## Срібло
- Стрільба, жінки — Ленка Гикова.
- Вітрильний спорт, жінки — Ленка Шмідова.
- Веслування, чоловіки — Давид Копршіва, Якуб Ганак, Томаш Карас, Давид Їрка.

## Бронза
- Легка атлетика, чоловіки, стрибки у висоту — Ярослав Баба.
- Каное, чоловіки — Ондрей Штепанек і Ярослав Вольф.
- Стрільба, жінки — Катержіна Еммонс.
- Сучасне п'ятиборство, чоловіки — Лібор Цапаліні.

## Склад олімпійської збірної Чехії

### Плавання
Спортсменів — 4
У наступний раунд на кожній дистанції проходили найкращі спортсмени за часом, незалежно від місця, зайнятого в своєму запливі.
Жінки
| Спортсменка                                                | Змагання              | Попередні запливи | Попередні запливи | Півфінали | Півфінали | Фінал      | Фінал      |
| Спортсменка                                                | Змагання              | Результат         | Місце             | Результат | Місце     | Результат  | Місце      |
| ---------------------------------------------------------- | --------------------- | ----------------- | ----------------- | --------- | --------- | ---------- | ---------- |
| Яна Мишкова Петра Клосова Ілона Главачкова Сандра Казікова | 4×100 м вільний стиль | 3:46,83           | 13                |           |           | Не пройшли | Не пройшли |